# Пам'ятник офтальмологу В. П. Філатову
Пам'ятник офтальмологу В. П. Філатову — пам'ятник видатному офтальмологу, академіку Академії наук УРСР, Академії медичних наук СРСР, Герою Соціалістичної Праці В. П. Філатову, зведений на Французькому бульварі в місті Одесі.

## Опис монумента
Пам'ятник Володимиру Петровичу Філатову встановлено в 1967 році на території  Інституту очних хвороб і тканинної терапії імені В. П. Філатова НАМН України, який він заснував та очолював з 1936 по 1956 рік,,.
Скульптор Ковальов Олександр Олександрович створив пам'ятник, який представляє собою погруддя-портрет Володимира Петровича Філатова в анфас із зображенням руки, виконаний разом з постаментом з єдиного мармурового блоку. Матеріал: білий мармур. Розмір пам'ятника: 3,3×1,0×0,6 м. Взято під охорону згідно рішення виконавчого комітету Одеської обласної Ради депутатів трудящих від 27.07.1971 № 381. Охоронний № 271.
У 2009 році пам'ятник як об'єкт культурної спадщини національного значення занесено до Державного реєстру нерухомих пам'яток України. Охоронний № 150005-Н.